# Itaballia pandosia
Itaballia pandosia is een vlindersoort uit de familie van de Pieridae (witjes), onderfamilie Pierinae.
Itaballia pandosia werd in 1853 beschreven door Hewitson.